# 保罗·海特
保罗·海特（英語：Paul Hait，1940年5月25日—），美国男子游泳运动员。他曾代表美国参加1960年夏季奥林匹克运动会游泳比赛，获得男子4×100米混合泳接力金牌。